# VID (bedrijf)
VID, ook bekend als VIDgital, is een Russisch televisieproductiebedrijf dat opgericht werd in 1987 in de toenmalige Sovjet-Unie.
VID is vooral bekend voor het produceren van de televisieprogramma's Jdi Menya (Engels: Wait For Me), bedacht om mensen te helpen hun dierbaren te vinden, en Pole Chudes, een populaire versie van het Rad van Fortuin.

## Logo
Het bedrijf gebruikt een afbeelding van een keramisch dodenmasker, dat de Chinese filosoof Guo Xiang voorstelt, als onderdeel van zijn logo. Het logo is doorheen de jaren vaak bekritiseerd als "angstaanjagend".